# Thomas McEwan

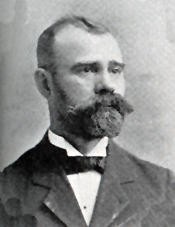
Thomas McEwan

Thomas McEwan Jr. (* 26. Februar 1854 in Paterson, New Jersey; † 11. September 1926 in Jersey City, New Jersey) war ein US-amerikanischer Politiker. Zwischen 1895 und 1899 vertrat er den Bundesstaat New Jersey im US-Repräsentantenhaus.

## Werdegang
Thomas McEwan besuchte die öffentlichen Schulen seiner Heimat und arbeitete danach im Bauhandwerk. Nach einem anschließenden Jurastudium an der Columbia University und seiner 1885 erfolgten Zulassung als Rechtsanwalt begann er in New York City und Jersey City in diesem Beruf zu arbeiten. In den Jahren 1886 und 1887 war er Assessor in Jersey City. Von 1887 bis 1888 arbeitete er für die Steuerbehörde dieser Stadt. Von 1886 bis 1906 war er Sekretär von Morgan Dix, dem Rektor der Trinity Church in Manhattan. In den Jahren 1892 und 1893 fungierte McEwan als Bundeswahlbeobachter für New Jersey. Gleichzeitig begann er als Mitglied der Republikanischen Partei eine politische Laufbahn. Zwischen 1877 und 1896 war er Delegierter und Sekretär auf allen regionalen republikanischen Parteitagen auf Staatsebene für New Jersey und im Hudson County. Von 1878 bis 1893 war er als Sekretär Vorstandsmitglied seiner Partei im Hudson County. In den Jahren 1892 und 1896 nahm er als Delegierter an den jeweiligen Republican National Conventions teil.
Von 1893 bis 1894 gehörte McEwan der New Jersey General Assembly an. Dort war er im Jahr 1894 republikanischer Fraktionsleiter. Bei den Kongresswahlen des Jahres 1894 wurde er im siebten Wahlbezirk von New Jersey in das US-Repräsentantenhaus in Washington, D.C. gewählt, wo er am 4. März 1895 die Nachfolge von George Bragg Fielder antrat. Nach einer Wiederwahl konnte er bis zum 3. März 1899 zwei Legislaturperioden im Kongress absolvieren. In diese Zeit fiel der Spanisch-Amerikanische Krieg von 1898.
Im Jahr 1898 verzichtete McEwan auf eine erneute Kandidatur. Nach dem Ende seiner Zeit im US-Repräsentantenhaus praktizierte er wieder als Anwalt. Zwischen 1904 und 1924 arbeitete er in West Hoboken als Bankier. Thomas McEwan starb am 11. September 1926 in Jersey City.